# سیارک ۷۲۲۲
سیارک ۷۲۲۲ (به انگلیسی: 7222 Alekperov، نامگذاری:1981TJ3) هفت هزار و دویست و بیست و دومین سیارک کشف شده‌است که در ۷ اکتبر ۱۹۸۱ کشف شد.
قدر مطلق سیارک برابر ۱۲٫۷۰ است.